# Cypa uniformis
Cypa uniformis är en fjärilsart som beskrevs av Clayton Dissinger Mell 1922. Cypa uniformis ingår i släktet Cypa och familjen svärmare. Inga underarter finns listade i Catalogue of Life.